# Wielerglorie
Wielerglorie was een Nederlands tijdschrift over de wielersport. Het tijdschrift had als ondertitel Maandblad voor de liefhebbers van de wielersport in vroeger dagen.
Het eerste nummer verscheen eind 1981. Het heette een maandblad te zijn en het zou 11 keer per jaar moeten verschijnen, maar kwam zeer onregelmatig uit. De eerste vijf nummers verschenen onder de naam Wielerboeken en beschreven recensies over verschenen wielerboeken. Het zesde nummer verscheen pas in februari 1986, onder de nieuwe titel Wielerglorie.
Het tijdschrift werd geschreven door Wil Smulders uit Rosmalen, die ook boeken schreef zoals Jaap Eden De kampioen der Kampioenen. Ook waren er gastschrijvers zoals Pouw uit Zaandam. Het tijdschrift werd voorzien van een karikatuur door Wout Koster.
Het laatste nummer is in 1994 verschenen. Het tijdschrift is door de geringe oplage een collectorsitem.